# 太原学院
太原学院（Taiyuan University），简称太大，是中华人民共和国的一所全日制本科公办省属普通高等学校，位于山西省太原市。

## 历史沿革
1984年，山西大学太原分校、山西财经学院太原分校、太原工学院太原分校和山西农业大学太原分校合并为太原大学（专科）。2002年，太原市教育学院、太原师范学校和太原市园林技工学校并入。2013年4月，升格为本科院校，更名为太原学院。。

## 系部设置
- 计算机科学与技术系
- 智能与自动化系
- 机电与车辆工程系
- 材料与化学工程系
- 建筑与环境工程系
- 艺术设计系
- 文化与旅游系
- 财经系
- 管理系
- 教育系
- 数学系
- 外语系
- 音乐系
- 马克思主义学院
- 公共体育教学部
- 公共实验中心
- 工程训练中心
- 继续教育学院[4]